# Сборник Херсонского земства
«Сборник Херсонского земства» — сборник официальных документов, издававшийся в г. Херсоне (Украина, Российская империя) с 1868 по 1916 годы, издание Херсонской земской управы. Редактором назначался председатель Херсонской земской управы. Выпускался сначала ежемесячно, с 1879 года выходило 4 выпуска в год, с 1886 — по 6 выпусков в год, с 1888 — вновь выходил ежемесячно.
В сборнике публиковались материалы о деятельности земств, стенографические отчеты о заседаниях губернских земских собраний, практические советы по агротехнике, статьи о развитии кустарной промышленности, доклады, постановления и статистические данные, характеризующие положение крестьянства после Крестьянской реформы 1861 года.